# Alberto Murer
Alberto Murer (La Spezia, 13 dicembre 1889 – Flossenbürg, 7 ottobre 1944) è stato un generale e partigiano italiano veterano della guerra italo-turca e della prima guerra mondiale. 
Durante la seconda guerra mondiale fu comandante dell'VIII Settore di copertura della Guardia alla frontiera a Bardonecchia e poi della caserma "Duca degli Abruzzi" ubicata nel Castello Jocteau sulla collina di Beauregard (Aosta). 
Dopo la firma dell'armistizio dell'8 settembre 1943 aderì al movimento di resistenza piemontese, venendo arrestato della polizia tedesca nel 1944 e successivamente deportato nel campo di concentramento di Flossenbürg. Decorato con due medaglie di bronzo e due croci di guerra al valor militare.

## Biografia
Nacque a La Spezia il 13 dicembre 1889. Arruolatosi nel Regio Esercito, iniziò a frequentare come Allievo ufficiale la Regia Accademia Militare di Artiglieria e Genio, da cui uscì il 21 ottobre 1910 con il grado di sottotenente, assegnato all'arma di artiglieria, entrando in servizio nell'11º Reggimento artiglieria. 
Nel 1912 prese parte alla guerra italo-turca e poi alle operazioni di consolidamento della conquista della colonia,   in forza al 1º Reggimento artiglieria da montagna, venendo decorato di una Medaglia di bronzo al valor militare durante il combattimento di Sidi Ulid (21 maggio 1915). 

Rientrato in Italia dopo l'inizio della guerra con l'Impero austro-ungarico, raggiunse il grado di maggiore nel 1918 e si distinse nel corso della operazioni al fronte, tanto da ricevere una seconda Medaglia di bronzo al valor militare
.
Dopo la fine del conflitto prestò servizio nel 2º Reggimento artiglieria pesante, poi nell'11º Reggimento artiglieria, e infine presso il comando d'artiglieria del Corpo d'armata di Alessandria. Promosso tenente colonnello il 16 maggio 1927 frequentò il primo corso superiore balistico a Torino e, successivamente, dal 1930 al 1934 fu insegnante di esplosivi ed aggressivi chimici alla Scuola di applicazione di artiglieria e genio di Torino. Dal 1934 al 1936 insegnò armi e tiro alla Scuola allievi ufficiali di complemento di Moncalieri, dove fu anche vice comandante dell'istituto. Venne quindi incaricato del comando del 1º Reggimento artiglieria pesante (dipendente dal I Corpo d'armata di Torino) e promosso colonnello il 1º gennaio 1937 continuò questo comando, per poi passare, il 1º novembre seguente, al comando della predetta Scuola di Moncalieri. Dal 1º settembre 1938 fu nominato comandante dell'VIII Settore di copertura della Guardia alla frontiera di Bardonecchia. 
Dal 15 maggio 1941 fu assegnato alle funzioni di comandante dell'artiglieria del VI Corpo d'armata (generali Lorenzo Dalmazzo, Paride Negri ed Alessandro Piazzoni) dislocato a Ragusa, in Croazia, divenendone poi comandante titolare il 1º gennaio 1942 quando fu promosso generale di brigata.

Rimpatriato il 15 maggio 1943 per avvicendamento col parigrado Vincenzo Catalano, dopo un breve periodo a disposizione della difesa territoriale di Genova, per incarichi speciali, gli fu assegnato il comando della Caserma "Duca degli Abruzzi", ubicata nel Castello Jocteau sulla collina di Beauregard, presso Aosta, dove aveva sede la Scuola centrale militare di alpinismo.
Colto dall'armistizio dell'8 settembre rimase al suo posto, aderendo velatamente alla neocostituita Repubblica Sociale Italiana, ma per il fondato sospetto di un progetto di diserzione in massa degli alpini presenti in caserma e di collaborazione con il CLN da parte dello stesso comandante, nella notte tra il 18 e il 19 giugno 1944, un battaglione di SS con alcuni militi della Guardia Nazionale Repubblicana, irruppero nella Caserma Duca degli Abruzzi, arrestarono tutti i presenti e li tradussero al carcere di San Vittore a Milano.
Fu deportato poi in Germania con il famoso treno Trasporto 81 del 6 settembre 1944 da Bolzano a Flossenbürg, dove venne internato. Qui, dopo maltrattamenti di ogni genere, decedette per stenti il 7 ottobre 1944 e il suo corpo fu disperso.

### Testimonianza sulla morte
Questa è la testimonianza del frate cappuccino Giannantonio Agosti: Ma un giorno il generale Murer che, come dissi, dormiva con me, ebbe da uno degli aiutanti del capo-baracca, un polacco, quattro piccolissime patate. Nella speranza di poterle cuocere alla stufa (la quale però ardeva durante il giorno quando noi eravamo fuori baracca, a solo beneficio del capo e dei suoi satelliti) nascose le patatine sotto il saccone del tavolato. Non erano passate che poche ore quando il capo-baracca, frugando a colpo sicuro nel nascondiglio, scoprì le quattro patate, mandando un grido di soddisfazione. Poi chiamò il generale e tenendo in una mano il corpo del delitto e nell'altra stringendo il bastone, incominciò a tempestarlo di legnate finché fu stanco. Non lo ammazzò di colpo, ma le ferite alla testa furono così gravi che dopo alcuni giorni il generale morì.

## Pubblicazioni
Murer fu prolifico scrittore militare nel suo specifico settore balistico. Numerose sono state le sue fondamentali pubblicazioni tra cui:
- Metodo grafico per la misura di una base nella preparazione del tiro, in Rivista artiglieria e genio, 1929.
- Osservazione coniugata del tiro di base al segno, in Rivista artiglieria e genio, 1931.
- Teoria fisico-chimica degli esplosivi – piromanometria, Viretto, Torino, 1932.
- La protezione delle vie respiratorie contro le sostanze aggressive, Lorenzo Rattero, Torino, 1933.
- Il volo ad alta quota dal punto di vista della respirazione, Lorenzo Rattero, Torino, 1933.
- Le sostanze esplosive, Lorenzo Rattero, Torino, 1934.
- Compendio per l'ufficiale d'artiglieria, Lorenzo Rattero, Torino, 1936.